# Discografia di Gotye
Il cantante belga-australiano Gotye ha pubblicato 3 album ufficiali, 1 album di remix, 7 singoli e 16 video musicali.

## Album

### Album in studio
| Titolo                                                            | Dettagli dell'Album                                                                                     | Posizione in classifica | Posizione in classifica | Posizione in classifica | Posizione in classifica | Posizione in classifica | Posizione in classifica | Posizione in classifica | Posizione in classifica | Posizione in classifica | Posizione in classifica | Vendite                                         | Certificazioni                                                                                               |
| Titolo                                                            | Dettagli dell'Album                                                                                     | AUS                     | AUT                     | BEL Fiandre             | CAN                     | FRA                     | GER                     | IRL                     | NZ                      | UK                      | US                      | Vendite                                         | Certificazioni                                                                                               |
| ----------------------------------------------------------------- | --- | ----------------------- | ----------------------- | ----------------------- | ----------------------- | ----------------------- | ----------------------- | ----------------------- | ----------------------- | ----------------------- | ----------------------- | ----------------------------------------------- | --- |
| Boardface                                                         | - Pubblicazione: 22 giugno 2003 (AUS) - Etichetta: Creative Vibes - Formato/i: CD                       | 93                      | —                       | —                       | —                       | —                       | —                       | —                       | —                       | —                       | —                       |                                                 | |
| Like Drawing Blood                                                | - Pubblicazione: 22 maggio 2006 (AUS) - Etichetta: Creative Vibes - Formato/i: CD, LP, digital download | 13                      | —                       | 45                      | —                       | —                       | —                       | —                       | —                       | 117                     | —                       |                                                 | - ARIA: Platino                                                                                              |
| Making Mirrors                                                    | - Pubblicazione: 19 agosto 2011 (AUS) - Etichetta: Eleven - Formato/i: CD, LP, digital download         | 1                       | 6                       | 3                       | 5                       | 4                       | 3                       | 7                       | 8                       | 4                       | 6                       | - AUS: 210,000 - US: 662,000 - World: 2,000,000 | - ARIA: 3× Platino - BEA: Platino - BPI: Oro - BVMI: Oro - IFPI (AUT): Oro - MC: Oro - RIAA: Oro - SNEP: Oro |
| "—" l'album non è entrato in classifica in quel determinato Paese | |                         |                         |                         |                         |                         |                         |                         |                         |                         |                         |                                                 | |

### Album di remix
| Titolo      | Dettagli dell'Album                                                                                 | Posizione in classifica |
| Titolo      | Dettagli dell'Album                                                                                 | AUS                     |
| ----------- | --------------------------------------------------------------------------------------------------- | ----------------------- |
| Mixed Blood | - Pubblicazione: 30 giugno 2007 (AUS) - Etichetta: Creative Vibes - Formato/i: CD, digital download | 64                      |

## EP
| Titolo                      | Anno di pubblicazione |
| --------------------------- | --------------------- |
| Boardface                   | 2002                  |
| Heart's a Mess Remixes      | 2009                  |
| Eyes Wide Open              | 2011                  |
| Eyes Wide Open Remix Bundle | 2012                  |

## Singoli
| Titolo                                                            | Anno | Posizione in classifica | Posizione in classifica | Posizione in classifica | Posizione in classifica | Posizione in classifica | Posizione in classifica | Posizione in classifica | Posizione in classifica | Posizione in classifica | Posizione in classifica | Certificazioni | Album              |
| Titolo                                                            | Anno | AUS                     | AUT                     | BEL (FL)                | CAN                     | FRA                     | GER                     | IRL                     | NZ                      | UK                      | US                      | Certificazioni | Album              |
| ----------------------------------------------------------------- | ---- | ----------------------- | ----------------------- | ----------------------- | ----------------------- | ----------------------- | ----------------------- | ----------------------- | ----------------------- | ----------------------- | ----------------------- | --- | ------------------ |
| "Learnalilgivinanlovin"                                           | 2006 | —                       | —                       | —                       | —                       | —                       | —                       | —                       | —                       | —                       | —                       | | Like Drawing Blood |
| "Hearts a Mess"                                                   | 2007 | 82                      | —                       | —                       | —                       | —                       | —                       | —                       | —                       | —                       | —                       | | Like Drawing Blood |
| "Eyes Wide Open"                                                  | 2010 | 55                      | —                       | 33                      | —                       | —                       | —                       | —                       | —                       | —                       | 96                      | | Making Mirrors     |
| "Somebody That I Used to Know" (con Kimbra)                       | 2011 | 1                       | 1                       | 1                       | 1                       | 1                       | 1                       | 1                       | 1                       | 1                       | 1                       | - ARIA: 11× Platino - BEA: 4× Platinum - BPI: 2× Platinum - BVMI: 5× Gold - IFPI AUT: 2× Platinum - RIAA: 8× Platinum - RMNZ: 5× Platinum | Making Mirrors     |
| "I Feel Better"                                                   | 2011 | —                       | —                       | —                       | —                       | —                       | —                       | —                       | —                       | —                       | —                       | | Making Mirrors     |
| "Easy Way Out"                                                    | 2012 | —                       | —                       | —                       | —                       | —                       | —                       | —                       | —                       | —                       | —                       | | Making Mirrors     |
| "Save Me"                                                         | 2012 | —                       | —                       | —                       | —                       | —                       | —                       | —                       | —                       | —                       | —                       | | Making Mirrors     |
| "—" l'album non è entrato in classifica in quel determinato Paese |      |                         |                         |                         |                         |                         |                         |                         |                         |                         |                         | |                    |

## Altre apparizioni
| Titolo                                         | Anno | Album                                                  |
| ---------------------------------------------- | ---- | ------------------------------------------------------ |
| "Surrender"                                    | 2006 | Re-Fashioned-007: The James Bond Themes Go Under Cover |
| "Hotel Home" (Spender featuring Gotye)         | 2013 | Modern Pest                                            |
| "Ghosts" (Yum Cha Sessions and Gotye)          | 2013 |                                                        |
| "Quasimodo's Dream" (Gotye and Perfect Tripod) | 2013 |                                                        |

## Video musicali
| Titolo                                      | Anno | Regista/i                         |
| ------------------------------------------- | ---- | --------------------------------- |
| "Out Here in the Cold"                      | 2003 | Jacob Simkin                      |
| "Thanks for Your Time"                      | 2007 | Lucy Dyson                        |
| "Hearts a Mess"                             | 2007 | Brendan Cook                      |
| "Learnalilgivinanlovin"                     | 2007 | Shannon Cross                     |
| "Coming Back"                               | 2007 | Renata Bliss                      |
| "Eyes Wide Open"                            | 2010 | Brendan Cook                      |
| "Somebody That I Used to Know" (con Kimbra) | 2011 | Natasha Pincus                    |
| "Don't Worry, We'll Be Watching You"        | 2011 | Greg Sharp, Ivan Dixon            |
| "State of the Art"                          | 2011 | Greg Sharp, Ivan Dixon            |
| "Bronte"                                    | 2011 | Ari Gibson                        |
| "Easy Way Out"                              | 2012 | Darcy Prendergast                 |
| "Save Me"                                   | 2012 | Peter Lowey                       |
| "Giving Me a Chance"                        | 2012 | Gina Thorstensen, Nacho Rodriguez |
| "Dig Your Own Hole"                         | 2012 | Saiman Chow                       |
| "Seven Hours with a Backseat Driver"        | 2012 | Greg Sharp, Ivan Dixon            |
| "What Do You Want?"                         | 2012 | Lucinda Schreiber                 |